# Wolfgang Hofmann
Wolfgang Hofmann (30. března 1941, Kolín nad Rýnem, Německo - 12. března 2020, Kolín nad Rýnem) byl německý zápasník – judista, stříbrný olympijský medailista v judu z roku 1964.

## Sportovní kariéra
S judem začínal ve 13 letech pod vedením Toni Badera a Gerharda Hulsera. V roce 1961 ho Hulser doporučil ke studiu juda v Kodokanu v Japonsku k senseiovi Kokiči Nagaokovi. V Japonsku pobýval s přestávkami do olympijských her v Tokiu v roce 1964 a na samotném olympijském turnaji využil nabytou praxi k zisku stříbrné olympijské medaile, když ve finále nestačil na domácího Japonce Isaa Okana. Sportovní kariéru ukončil na začátku sedmdesátých let. Věnoval se trenérské a metodické práci při výuce juda. Napsal několik trenérských příruček.

## Výsledky
| Turnaj             | 1964         | 1965         | 1966         | 1967         | 1968         | 1969         |
| Turnaj             | 23           | 24           | 25           | 26           | 27           | 28           |
| Turnaj             | střední váha | střední váha | střední váha | střední váha | střední váha | střední váha |
| ------------------ | ------------ | ------------ | ------------ | ------------ | ------------ | ------------ |
| Olympijské hry     | 2.           |              |              |              |              |              |
| Mistrovství světa  |              | úč.          |              | —            |              | 7.           |
| Mistrovství Evropy | —            | —            | ?            | ?            | 1.           | ?            |